# The 'Burbs
The 'Burbs is een Amerikaanse zwarte komedie en thriller film uit 1989 van Joe Dante met Tom Hanks, Bruce Dern, Carrie Fisher, Rick Ducommun, Corey Feldman en Henry Gibson. De film is geschreven door Dana Olsen die ook een kleine cameorol speelt in de film. The 'Burbs steekt de draak met Amerikaanse suburbs en de excentrieke personen die daar wonen.

## Rolverdeling
| Acteur           | Personage                  |
| ---------------- | -------------------------- |
| Tom Hanks        | Ray Peterson               |
| Bruce Dern       | Mark Rumsfield             |
| Carrie Fisher    | Carol Peterson             |
| Rick Ducommun    | Art Weingartner            |
| Corey Feldman    | Ricky Butler               |
| Wendy Schaal     | Bonnie Rumsfield           |
| Henry Gibson     | Dr. Werner Klopek          |
| Brother Theodore | Uncle Reuben Klopek        |
| Courtney Gains   | Hans Klopek                |
| Gale Gordon      | Walter Seznick             |
| Cory Danziger    | Dave Peterson              |
| Heather Haase    | Ricky's girlfriend         |
| Nick Katt        | Ricky's friend Steve Kuntz |
| Brenda Benner    | Walter's daughter          |
| Patrika Darbo    | Suzette Weingartner        |
| Darla            | Queenie the dog            |